# Resolució 416 del Consell de Seguretat de les Nacions Unides
La Resolució 416 del Consell de Seguretat de les Nacions Unides, fou aprovada per unanimitat el 21 d'octubre de 1977 després de considerar un informe del Secretari General sobre la Força de les Nacions Unides d'Observació de la Separació i va prendre nota de les discussions que va mantenir el Secretari General amb tots els involucrats en la situació a Orient Mitjà. El Consell va expressar la seva preocupació sobre les creixents tensions a l'àrea i va decidir:
(a) Renovar el mandat de la Força de les Nacions Unides d'Observació de la Separació per un any addicional, fins al 24 d'octubre de 1978;
(b) Sol·licitar al Secretari General que mantingui informat al Consell de Seguretat de nous incidents;
(c) Demanar a tots els involucrats que implementin immediatament la Resolució 338.
La resolució es va adoptar amb 13 vots. La República Popular de la Xina i Líbia no van participar en la votació.